# Cardisoma armatum
El cangrejo arcoíris (Cardisoma armatum) es una especie de crustáceo decápodo de la familia Gecarcinidae endémica del continente africano.

## Distribución
Vive en las regiones costeras de África Occidental, pero también se encuentra tierra adentro a lo largo de algunos deltas (p. ej. el delta del río Volta) y en islas como Cabo Verde.

## Descripción
Cuando son jóvenes, estos cangrejos suelen tener un caparazón azulado/violeta, patas de color rojo y pinzas blanquecinas. Esta coloración generalmente se desvanece a medida que el animal envejece. Pueden alcanzar un tamaño de caparazón de 20 cm de ancho, aunque los individuos en cautiverio rara vez alcanzan este tamaño.

## Ecología y ciclo de vida
Su dieta consiste principalmente en frutas, vegetales e incluso carroña. Se sabe que son caníbales y consumen cangrejos más pequeños, pequeños reptiles y anfibios, moluscos, peces e insectos si pueden atraparlos. Mientras que los cangrejos juveniles y adultos pasan la mayor parte de su tiempo en tierra firme, las hembras deben regresar al océano para liberar sus huevos. Los huevos se convierten en larvas microscópicas y luego se convierten en cangrejos jóvenes. Si los jóvenes no tocan tierra para cuando estén completamente desarrollados, se ahogarán. Este cangrejo terrestre no puede permanecer sumergido por largos períodos.